# Лассен (округ)
Ла́ссен (англ. Lassen County) — округ на северо-востоке штата Калифорния, США. Население округа по данным переписи 2010 года составляет 34 895 человек. Административный центр — город Сузанвилл.

## История
Округ Лассен был образован 1 апреля 1864 года из части территории округов Плумас и Шаста. Округ был назван в честь Питера Лассена — одного из проводников генерала Джона Фримонта, известного охотника, колониста и борца с индейцами. Он был убит в 1859 году при загадочных обстоятельствах, а его убийство так и не было раскрыто. В честь Лассена также назван вулкан Лассен-Пик, расположенный в соседнем округе Шаста.

## География
Общая площадь округа равняется 12 200 км², из которых 11 760 км² составляет суша и 460 км² (3,8 %) — водные поверхности. На территории округа частично расположен национальный парк Лассен-Волканик.
Граничит с калифорнийскими округами Сьерра (на юго-востоке), Плумас (на юге), Шаста (на западе), Модок (на севере), а также с округом Уошо штата Невада (на востоке).

## Население
По данным переписи 2000 года, население округа составляет 33 828 человек. Плотность населения равняется 3 чел/км². Расовый состав округа включает 80,8 % белых; 8,8 % чёрных или афроамериканцев; 3,3 % коренных американцев; 0,7 % азиатов; 0,4 % выходцев с тихоокеанских островов; 3,2 % представителей других рас и 2,7 % представителей двух и более рас. 13,8 % из всех рас — латиноамериканцы.
Из 9625 домохозяйств 35,9 % имеют детей в возрасте до 18 лет, 55,8 % являются супружескими парами, проживающими вместе, 10,3 % являются женщинами, проживающими без мужей, а 29,6 % не имеют семьи. 24,5 % всех домохозяйств состоят из отдельных лиц, в 9,2 % домохозяйств проживают одинокие люди в возрасте 65 лет и старше. Средний размер домохозяйства составил 2,59, а средний размер семьи — 3,08.
В округе проживает 21,8 % населения в возрасте до 18 лет; 10,8 % от 18 до 24 лет; 36,9 % от 25 до 44 лет; 21,4 % от 45 до 64 лет и 9,0 % в возрасте 65 лет и старше. Средний возраст населения — 35 лет. На каждые 100 женщин приходится 168,8 мужчин. На каждые 100 женщин в возрасте 18 лет и старше приходится 192,2 мужчин.
Средний доход на домашнее хозяйство составил $36 310, а средний доход на семью $43 398. Доход на душу населения равен $14 749.
Динамика численности населения по годам:
| 1950   | 1960   | 1970   | 1980   | 1990   | 2000   | 2010   |
| ------ | ------ | ------ | ------ | ------ | ------ | ------ |
| 18 474 | 13 597 | 14 960 | 21 661 | 27 598 | 33 828 | 34 895 |